# Ashcott
Ashcott – wieś w Anglii, w hrabstwie Somerset, w dystrykcie (unitary authority) Somerset. Leży 40 km na południowy zachód od miasta Bristol i 192 km na zachód od Londynu. W 2001 miejscowość liczyła 1280 mieszkańców.